# Alencar Peak
Der Alencar Peak (englisch; französisch Sommet de Alencar, spanisch Pico Alencar) ist ein 1555 m hoher Berg an der Graham-Küste des Grahamlands auf der Antarktischen Halbinsel. Auf der Kiew-Halbinsel ragt er 10 km östlich des Kap Pérez auf. Er ist der nordwestlichste der Gipfel eines Gebirgskamms, der den Trooz-Gletscher von der Beascochea-Bucht trennt.
Teilnehmer der Fünften Französischen Antarktisexpedition (1908–1910) unter der Leitung Jean-Baptiste Charcots entdeckten den Berg im Oktober 1908. Charcot benannte ihn nach Admiral Alexandrino Faria de Alencar (1848–1926), damaliger Marineminister Brasiliens. Das Advisory Committee on Antarctic Names übertrug diese Benennung 1950 ins Englische.